# Semo clypeata
Semo clypeata är en insektsart som beskrevs av White 1879. Semo clypeata ingår i släktet Semo och familjen kilstritar. Inga underarter finns listade i Catalogue of Life.